# Suttetræ
Et suttetræ er et træ, hvorpå børn hænger deres sutter når de er vokset fra dem eller når deres forældre og pædagoger gerne ser, at børnene vokser fra deres sutter.
Handlingen hvor man sammen med barnet hænger sutten op er en overgangsrite, som hjælper barnet med at acceptere at barnet er vokset fra at bruge sut.
Traditionen stammer oprindeligt fra Danmark,[kilde mangler] men har, i et vist omfang, udbredt sig til nabolande.